# Алберона
Алберона (итал. Alberona) је насеље у Италији у округу Фођа, региону Апулија.
Према процени из 2011. у насељу је живело 871 становника. Насеље се налази на надморској висини од 707 м.

## Становништво
Према резултатима пописа становништва 2011. у општини је живело 1.002 становника.
| 1931. | 1936. | 1951. | 1961. | 1971. | 1981. | 1991. | 2001. | 2011. |
| ----- | ----- | ----- | ----- | ----- | ----- | ----- | ----- | ----- |
| 3.358 | 3.473 | 3.001 | 2.553 | 1.813 | 1.297 | 1.269 | 1.134 | 1.002 |